# 社会的支配志向性
社会的支配志向性（しゃかいてきしはいしこうせい、英語: social dominance orientation）は、個人が社会的なヒエラルキーを支持し、自分の属する集団（内集団）が他の集団（外集団）より優位に立つことを望む傾向を測る性格特性である。社会的支配理論において、社会的支配志向性は集団間における差別レベルの個人差を測る尺度として概念化されている。つまり、ある社会体制におけるヒエラルキーと、地位の低い集団に対する支配を個人がどの程度好むかを測るものである。社会的支配志向性は、集団内や集団間の反平等主義的な性質である。
社会的支配志向性の得点が高い人は、異なる集団や集団内の個人の社会的地位の差を維持し、多くの場合、それを拡大したいと考える。また、一般に、貪欲で権力を求める傾向にある。また、ヒエラルキーに基づく集団志向性を好む傾向もあり、「弱肉強食」の世界観を強く信じることがよくある。男性は一般的に女性よりも社会的支配志向性が高いことが知られている。大学生を対象とした研究では、社会的支配志向性と権威主義との間に強い正の相関関係はないことが示された。